# 1984-es Dakar-rali
Az 1984-es Dakar-rali 1984. január 1-jén rajtolt Párizsból, és január 20-án ért véget Dakar városában. A 6. alkalommal megrendezett versenyen 114 motoros, és 313 autós egység vett részt.

## Útvonal
A versenyzők 12.000 km megtétele után érték el Dakar városát. Franciaország, Algéria, Niger, Felső-Volta, Elefántcsontpart, Guinea, Sierra Leone és Szenegál útjain haladt a mezőny.
| Szakasz | Dátum      | Honnan          | Hova          | Össztáv (km) |
| ------- | ---------- | --------------- | ------------- | ------------ |
| 1       | január 1.  | Párizs          | Marseille     |              |
|         | január 2.  | Utazás Afrikába |               |              |
| 2       | január 3.  | Algír           | El Golea      | 925          |
| 3       | január 4.  | El Golea        | In Salah      | 500          |
| 4       | január 5.  | In Salah        | Tamanrasset   | 666          |
| 5       | január 6.  | Tamarasset      | Iferouane     | 600          |
| 6       | január 7.  | Iferouane       | Chirfa        | 559          |
| 7       | január 8.  | Chirfa          | Dirkou        | 238          |
| 8       | január 9.  | Dirkou          | Agadez        | 617          |
| 9       | január 10. | Agadez          | Niamey        | 848          |
| 10      | január 11. | Niamey          | Ouagadougou   | 674          |
| 11      | január 12. | Ouagadougou     | Bouna         | 553          |
| 12      | január 13. | Bouna           | Yamusukro     | 673          |
| 13      | január 14. | Yamusukro       | Touba         | 343          |
| 14      | január 15. | Touba           | Kissidougou   | 523          |
| 15      | január 16. | Kissidougou     | Freetown      | 581          |
| 16      | január 17. | Freetown        | Labé          | 647          |
| 17      | január 18. | Labé            | Tambacounda   | 457          |
| 18      | január 19. | Tambacounda     | Sali Portudal | 408          |
| 19      | január 20. | Sali Portudal   | Dakar         | 168          |

## Végeredmény
A versenyt összesen 50 motoros és 98 autós fejezte be.

### Motor
|    | Versenyző        | Motor |
| -- | ---------------- | ----- |
| 1. | Gaston Rahier    | BMW   |
| 2. | Hubert Auriol    | BMW   |
| 3. | Philippe Vassard | Honda |

### Autó
|    | Versenyző        | Motor      |
| -- | ---------------- | ---------- |
| 1. | René Metge       | Porsche    |
| 2. | Patrick Zaniroli | Rover      |
| 3. | Andrew Cowan     | Mitsubishi |